# Baiyoke Tower II
Baiyoke Tower II é um dos arranha-céu mais altos do mundo, com 304 metros (997 ft). Edificado na cidade de Bangkok, Tailândia, foi concluído em 1997 com 85 andares.